# Objdump
objdump (является частью GNU Binutils) — компьютерная программа для отображения различной информации объектных файлов. Например objdump может быть использован для разбора заголовков или дизассемблирования исполняемого файла.
Пример дизассемблирования:
```
$
 
objdump
 
-D
 
-M
 
intel
 
file.bin
 
|
 
grep
 
main.:
 
-A20

```

Здесь выполняется дизассемблирование файла «file.bin», с синтаксисом Intel. Из-за того, что вывод утилиты получается слишком большим, в примере он передается на вход команде grep, которая ищет функцию main и выводит 20 строк её кода.
Пример вывода:
```
  
4004ed:
	
55 
                  	
push
   
rbp

  
4004ee:
	
48 89 e5 
            	
mov
    
rbp
,
rsp

  
4004f1:
	
c7 45 ec 00 00 00 00 
	
mov
    
DWORD
 
PTR
 
[
rbp
-
0x14
],
0x0

  
4004f8:
	
c7 45 f0 01 00 00 00 
	
mov
    
DWORD
 
PTR
 
[
rbp
-
0x10
],
0x1

  
4004ff:
	
c7 45 f4 02 00 00 00 
	
mov
    
DWORD
 
PTR
 
[
rbp
-
0xc
],
0x2

  
400506:
	
c7 45 f8 03 00 00 00 
	
mov
    
DWORD
 
PTR
 
[
rbp
-
0x8
],
0x3

  
40050d:
	
c7 45 fc 04 00 00 00 
	
mov
    
DWORD
 
PTR
 
[
rbp
-
0x4
],
0x4

  
400514:
	
c7 45 ec 00 00 00 00 
	
mov
    
DWORD
 
PTR
 
[
rbp
-
0x14
],
0x0

  
40051b:
	
eb 13 
               	
jmp
    
400530
 
<
main
+
0x43
>

  
40051d:
	
8b 05 15 0b 20 00 
   	
mov
    
eax
,
DWORD
 
PTR
 
[
rip
+
0x200b15
]
        
# 601038 <globalA>

  
400523:
	
83 e8 01 
            	
sub
    
eax
,
0x1

  
400526:
	
89 05 0c 0b 20 00 
   	
mov
    
DWORD
 
PTR
 
[
rip
+
0x200b0c
],
eax
        
# 601038 <globalA>

  
40052c:
	
83 45 ec 01 
         	
add
    
DWORD
 
PTR
 
[
rbp
-
0x14
],
0x1

  
400530:
	
8b 05 02 0b 20 00 
   	
mov
    
eax
,
DWORD
 
PTR
 
[
rip
+
0x200b02
]
        
# 601038 <globalA>

  
400536:
	
39 45 ec 
            	
cmp
    
DWORD
 
PTR
 
[
rbp
-
0x14
],
eax

  
400539:
	
7c e2 
               	
jl
     
40051
d
 
<
main
+
0x30
>

  
40053b:
	
5d 
                  	
pop
    
rbp

  
40053c:
	
c3 
                  	
ret
    

  
40053d:
	
0f 1f 00 
            	
nop
    
DWORD
 
PTR
 
[
rax
]

```